# 3879 Machar
A 3879 Machar (ideiglenes jelöléssel 1983 QA) a Naprendszer kisbolygóövében található aszteroida. Zdenka Vávrová fedezte fel 1983. augusztus 16-án.